# Marquess of Zetland

Wappen des Marquess of Zetland

Marquess of Zetland ist ein erblicher britischer Adelstitel in der Peerage of the United Kingdom. Der Titel ist nach den Shetlandinseln benannt, Zetland ist eine archaische Schreibweise für Shetland.
Familiensitz der Marquesses ist Aske Hall bei Richmond in North Yorkshire.

## Verleihung
Der Titel wurde am 22. August 1892 für den früheren Lord Lieutenant of Ireland, Lawrence Dundas, 3. Earl of Zetland geschaffen.

## Nachgeordnete Titel
Gleichzeitig mit dem Marquessat wurde 1892 der nachgeordnete Titel Earl of Ronaldshay, in the County of Orkney and Zetland in der Peerage of the United Kingdom verliehen. Der Heir Apparent des Marquess führt diesen Titel als Höflichkeitstitel.
Der Urgroßvater des ersten Marquess, Lawrence Dundas war 1762 zum Baronet, of Kerse in the County of Linlithgow, in der Baronetage of Great Britain ernannt worden. Der Titel wurde mit dem Zusatz verliehen, dass er bei Fehlen männlicher Nachkommen auch an dessen Bruder Thomas Dundas und dessen männliche Nachkommen vererbbar sei. Sein Sohn Sir Thomas Dundas, 2. Baronet wurde 1794 zum Baron Dundas, of Aske in the North Riding of the County of York, in der Peerage of Great Britain erhoben. Dessen Sohn, der Vater des 1. Marquess, Lawrence Dundas, 2. Baron Dundas wurde 1838 zum Earl of Zetland in der Peerage of the United Kingdom erhoben. Diese Titel werden als nachgeordnete Titel des Marquess geführt.

## Liste der Dundas Baronets, Barone Dundas und Earls und Marquesses of Zetland

### Dundas Baronets, of Kerse (1762)
- Sir Lawrence Dundas, 1. Baronet (1710–1781)
- Sir Thomas Dundas, 2. Baronet (1741–1820) (1794 zum Baron Dundas erhoben)

### Barone Dundas (1794)
- Thomas Dundas, 1. Baron Dundas (1741–1820)
- Lawrence Dundas, 2. Baron Dundas (1766–1839) (1838 zum Earl of Zetland erhoben)

### Earls of Zetland (1838)
- Lawrence Dundas, 1. Earl of Zetland (1766–1839)
- Thomas Dundas, 2. Earl of Zetland (1795–1873)
- Lawrence Dundas, 3. Earl of Zetland (1844–1929) (1892 zum Marquess of Zetland erhoben)

### Marquesses of Zetland (1892)
- Lawrence Dundas, 1. Marquess of Zetland (1844–1929)
- Lawrence John Lumley Dundas, 2. Marquess of Zetland (1876–1961)
- Lawrence Aldred Mervyn Dundas, 3. Marquess of Zetland (1908–1989)
- Lawrence Mark Dundas, 4. Marquess of Zetland (* 1937)

Titelerbe (Heir Apparent) ist Robin Lawrence Dundas, Earl of Ronaldshay (* 1965).